# Chrysolina viridiopaca
Chrysolina viridiopaca é uma espécie de artrópode pertencente à família Chrysomelidae.